# Kippenluis
De kippenluis (Menacanthus stramineus) is een ongevleugeld, zeer klein insect uit de familie Menoponidae en is vooral bekend door de parasiterende levenswijze op pluimvee.

## Beschrijving
Deze soort leeft op allerhande soorten pluimvee, waarop het insect veeruitval en infecties veroorzaakt.

## Verspreiding en leefgebied
Deze soort komt voor op Nieuw-Zeeland.